# Archiwum Uniwersytetu Mikołaja Kopernika w Toruniu
Archiwum Uniwersytetu Mikołaja Kopernika w Toruniu – archiwum i jednocześnie jednostka ogólnouczelniana Uniwersytetu Mikołaja Kopernika o zadaniach naukowych, dydaktycznych i usługowych, gromadząca akta dotyczące historii i bieżącej działalności uczelni, akta studenckie i ogólne oraz spuścizny po wybitnych uczonych UMK. Jest najstarszym archiwum uczelnianym działającym na uniwersytecie powstałym po 1945 r. Archiwum znajduje się w dwóch budynkach: przy ul. A. Mickiewicza 2/4 (Dom Studencki nr 1) oraz przy ul. J. Gagarina 13a.

## Charakterystyka
Archiwum wchodzi w skład państwowej sieci archiwalnej i pełni funkcję archiwum zakładowego uprawnionego do posiadania zasobu historycznego. Powstało na mocy uchwały Senatu UMK 16 września 1948 r.

## Historia
Archiwum powołano uchwałą Senatu UMK z 16 września 1948 r. jako jednostkę o charakterze naukowym, nawiązując tym samym do tradycji i doświadczeń Uniwersytetu Jana Kazimierza we Lwowie. Od początku archiwum powiązane było z katedrami historycznymi UMK, co znalazło odbicie w obsadzie personalnej jednostki. Organizację archiwum powierzono historykowi-mediewiście, prof. Bronisławowi Włodarskiemu, który otrzymał upoważnienie do swobodnego doboru personelu spośród pracowników naukowych. W latach 1949–1951 prof. Włodarskiego wspierał jego asystent – mgr Tadeusz Grudziński. Po rezygnacji prof. Włodarskiego w 1951 r., kierownikami jednostki byli kolejno: doc. Leonid Żytkowicz i dr Józef Mossakowski, któremu pomagał pedel Kazimierz Nowicki. Szczególne zasługi dla rozwoju archiwum położyła doc. Irena Janosz-Biskupowa, której w 1966 r. powierzono obowiązki kierownika. Z jej inicjatywy w listopadzie 1966 r. odbyła się w Toruniu ogólnopolska narada archiwistów uniwersyteckich z udziałem przedstawicieli Naczelnej Dyrekcji Archiwów Państwowych, w trakcie której dyskutowano nad opracowaniem projektu ramowego statutu archiwum szkoły wyższej. Przez wiele lat obsada Archiwum UMK była jednoosobowa, nie licząc dorywczej pracy asystentów z Katedry Nauk Pomocniczych Historii i Archiwistyki oraz studentów. W 1969 r. do pracy w jednostce oddelegowano asystentkę mgr Henrykę Duczkowską-Moraczewską. W 1976 r. dr Moraczewska została kierownikiem archiwum i była nim do końca 2010. Po niej przez kilka miesięcy w 2011 r. obowiązki kierownika pełnił prof. Janusz Tandecki. Od 1 października 2011 do 27 kwietnia 2020 roku kierownikiem Archiwum UMK była dr hab. Anna Supruniuk, która na podstawie § 20 „Regulaminu Organizacyjnego Archiwum UMK” z dniem 28 kwietnia 2020 r. została dyrektorem tej jednostki.

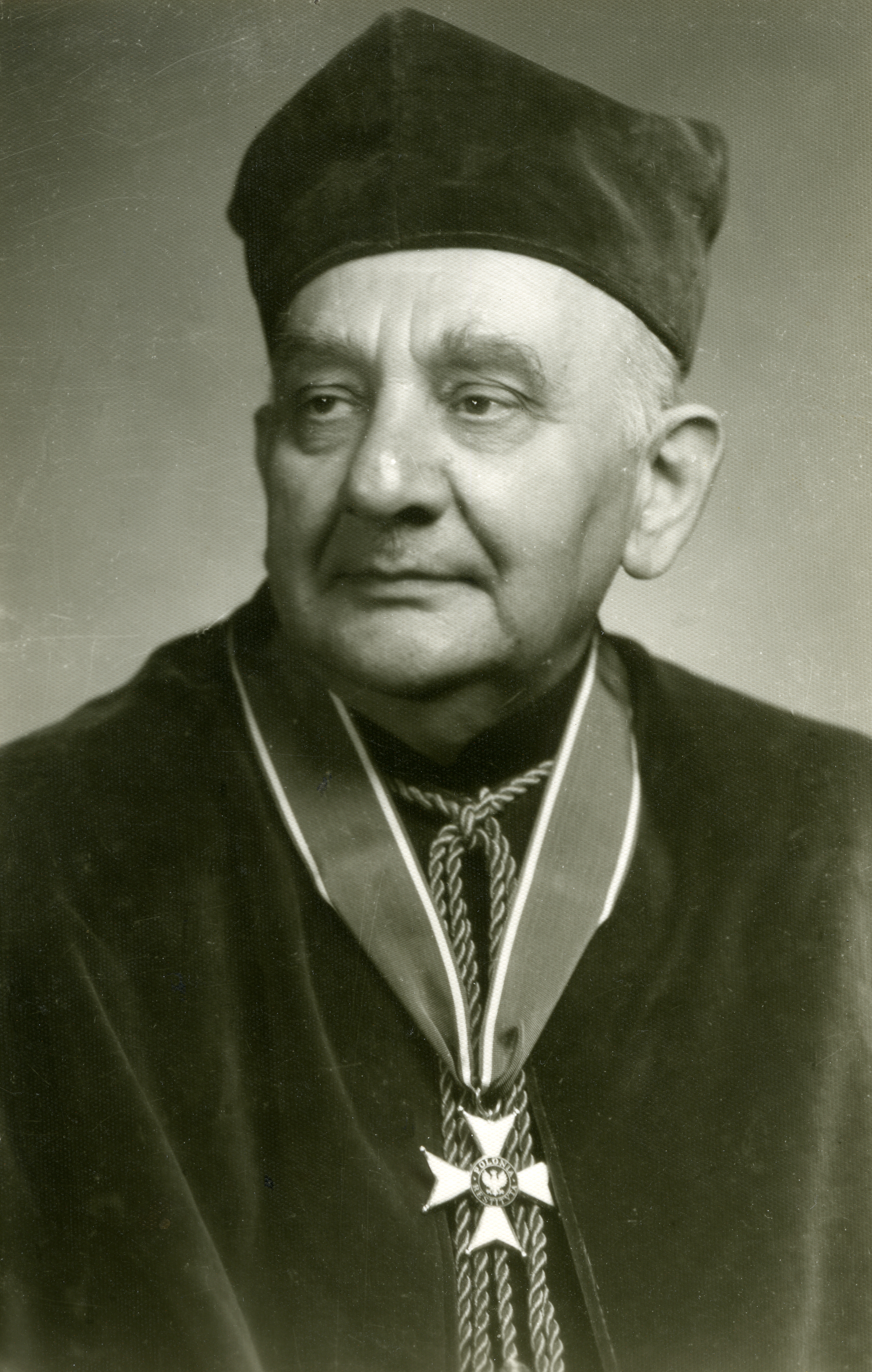
prof. Bronisław Włodarski – pierwszy kierownik Archiwum UMK.

Kolejni rektorzy UMK, począwszy od prof. Witolda Łukaszewicza, rozszerzali zakres materiałów gromadzonych przez archiwum i zwiększali jego uprawnienia. W pierwszych latach działalności zasób archiwum składał się wyłącznie z wycinków prasowych na temat UMK z prasy regionalnej. Akta ogólne zaczęto przejmować dopiero od stycznia 1951 r., najpierw z Dziekanatu Wydziału Humanistycznego, następnie Sekretariatu Rektora, Działu Nauczania i niektórych stowarzyszeń działających na uczelni. W listopadzie 1952 r. minister szkolnictwa wyższego wydał zarządzenie nr 53 w sprawie instrukcji kancelaryjnych w szkołach wyższych, które wprowadzało podział akt na kategorie i obowiązek ich przekazywania do archiwum uczelni. Pierwsze akta studenckie przekazano około 1956 r. Brak miejsca w magazynie spowodował, że systematyczne przyjmowanie dokumentacji z wydziałów i jednostek uczelni rozpoczęto dopiero po otrzymaniu pomieszczeń przy ul. F. Chopina 12/18 (w budynku po Bibliotece Uniwersyteckiej).
Zarządzenie Rektora UMK z 15 stycznia 1975 r. regulowało kwestie organizacji i zakresu działania archiwum, nadając mu status pozawydziałowej jednostki organizacyjnej, podlegającej bezpośrednio rektorowi. Powołano wówczas rektorską komisję ds. archiwum, która miała opiniować plany pracy, sprawozdania oraz prowadzić analizę działalności jednostki. Ustawa z 14 lipca 1983 r. o narodowym zasobie archiwalnym i archiwach (art. 22 oraz art. 35 ust. 2), włączyła archiwa szkół wyższych do państwowej sieci archiwalnej i potwierdziła nadane w 1958 r. szkołom wyższym prawo wieczystego przechowywania akt.
10 stycznia 1984 r. na posiedzeniu Rady Wydziału Humanistycznego powołano Radę Archiwum UMK. Jej pierwszym przewodniczącym był prof. Andrzej Tomczak. Po włączeniu Akademii Medycznej im. Ludwika Rydygiera w Bydgoszczy w struktury Uniwersytetu Mikołaja Kopernika (Zarządzenie nr 65 Rektora UMK z 30 września 2005), Archiwum Zakładowe Collegium Medicum stało się z dniem 1 stycznia 2006 r. jednostką ogólnouczelnianą CM, podporządkowaną funkcjonalnie Prorektorowi ds. Collegium Medicum, a służbowo Prorektorowi ds. kadrowych i Polityki Finansowej przez dyrektora Archiwum UMK.
Od 1 stycznia 2018 r. Archiwum Zakładowe Collegium Medicum zostało przekształcone w oddział zamiejscowy Archiwum UMK działający pod nazwą Archiwum UMK – Oddział Zamiejscowy w Bydgoszczy i jest komórką organizacyjną Archiwum UMK (Zarządzenie nr 195 Rektora UMK z 19 grudnia 2017 r.)

## Siedziby

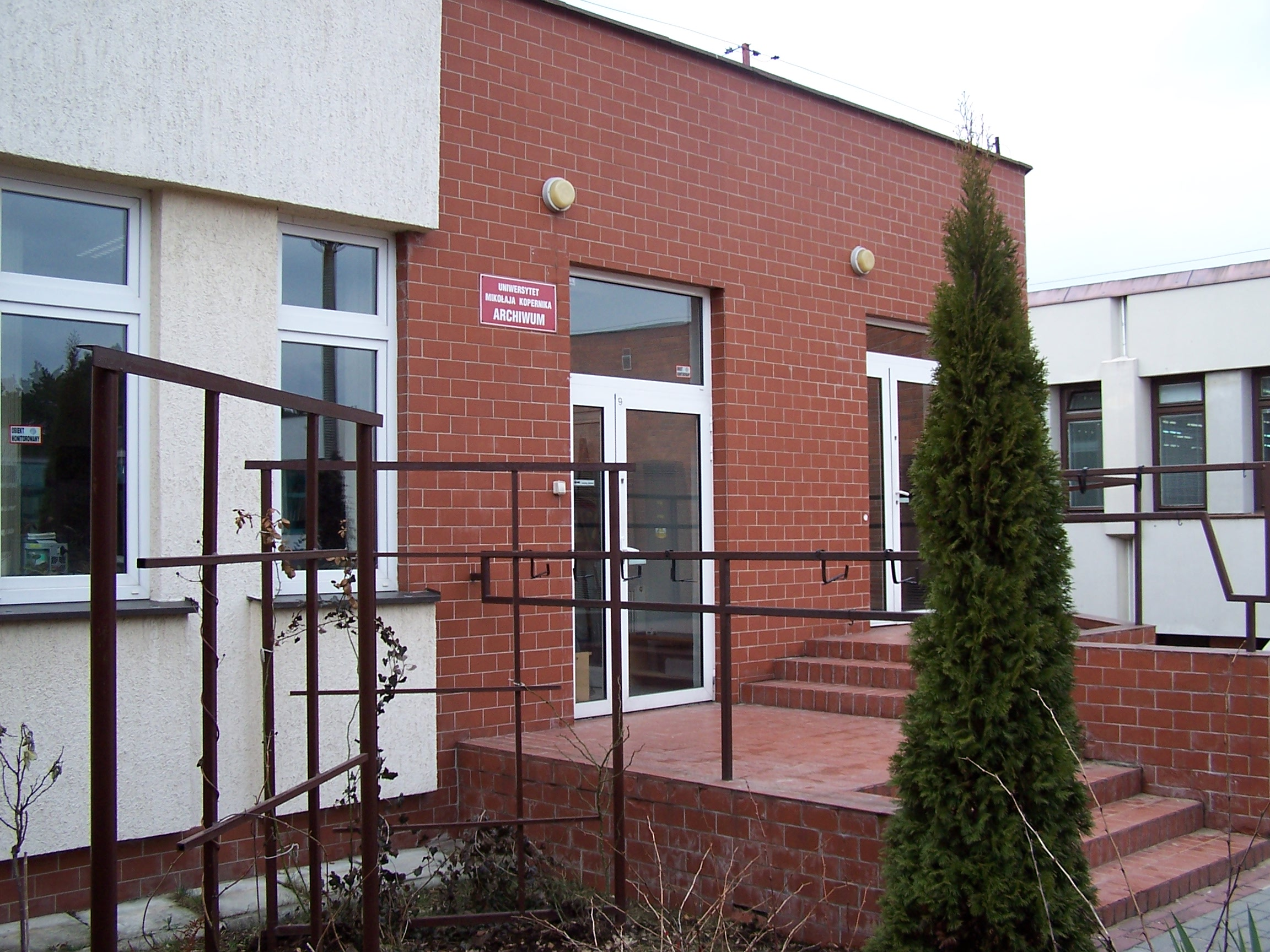
Wejście do Archiwum UMK przy ul. J. Gagarina 13a

W latach 1948–1972 Archiwum UMK mieściło się w różnych pomieszczeniach Collegium Maius przy ul. Fosa Staromiejska 3. W październiku 1972 r., na krótko, przeniesione zostało do gmachu Rektoratu UMK w miasteczku akademickim na Bielanach. Po przeprowadzce Biblioteki Uniwersyteckiej do nowej siedziby, część jej budynku przy ul. F. Chopina 12/18, przeznaczono na magazyny, biura i pracownię archiwum. W połowie 1975 r. jednostka zajęła zachodnie skrzydło budynku (trzy kondygnacje), dzieląc go m.in. z Instytutem Matematyki UMK. Rozwój uczelni w latach 90. XX w., spowodował konieczność znalezienia nowych pomieszczeń dla powiększającego się zasobu archiwalnego. Na przełomie 1996/1997 r. archiwum przeniesiono do nowego budynku przy ul. J. Gagarina 13a usytuowanego pomiędzy Wydziałem Nauk Ekonomicznych i Zarządzania a Biblioteką Uniwersytecką. W styczniu 2008 r. placówka uzyskała dodatkowy magazyn o powierzchni 370 m² po dawnej stołówce akademickiej w Domu Studenckim nr 1 przy ul. A. Mickiewicza 2/4. Tam przeniesiono także pomieszczenia biurowe i pracownię naukową.
Od 2008 r. Archiwum UMK mieści się w dwóch budynkach: w miasteczku akademickim na Bielanach przy ul. J. Gagarina 13a (trzy magazyny archiwalne oraz pomieszczenie pracownicze na parterze) oraz przy ul. A. Mickiewicza 2/4 (dwa magazyny archiwalne, pracownia naukowa oraz biura).

## Zasób

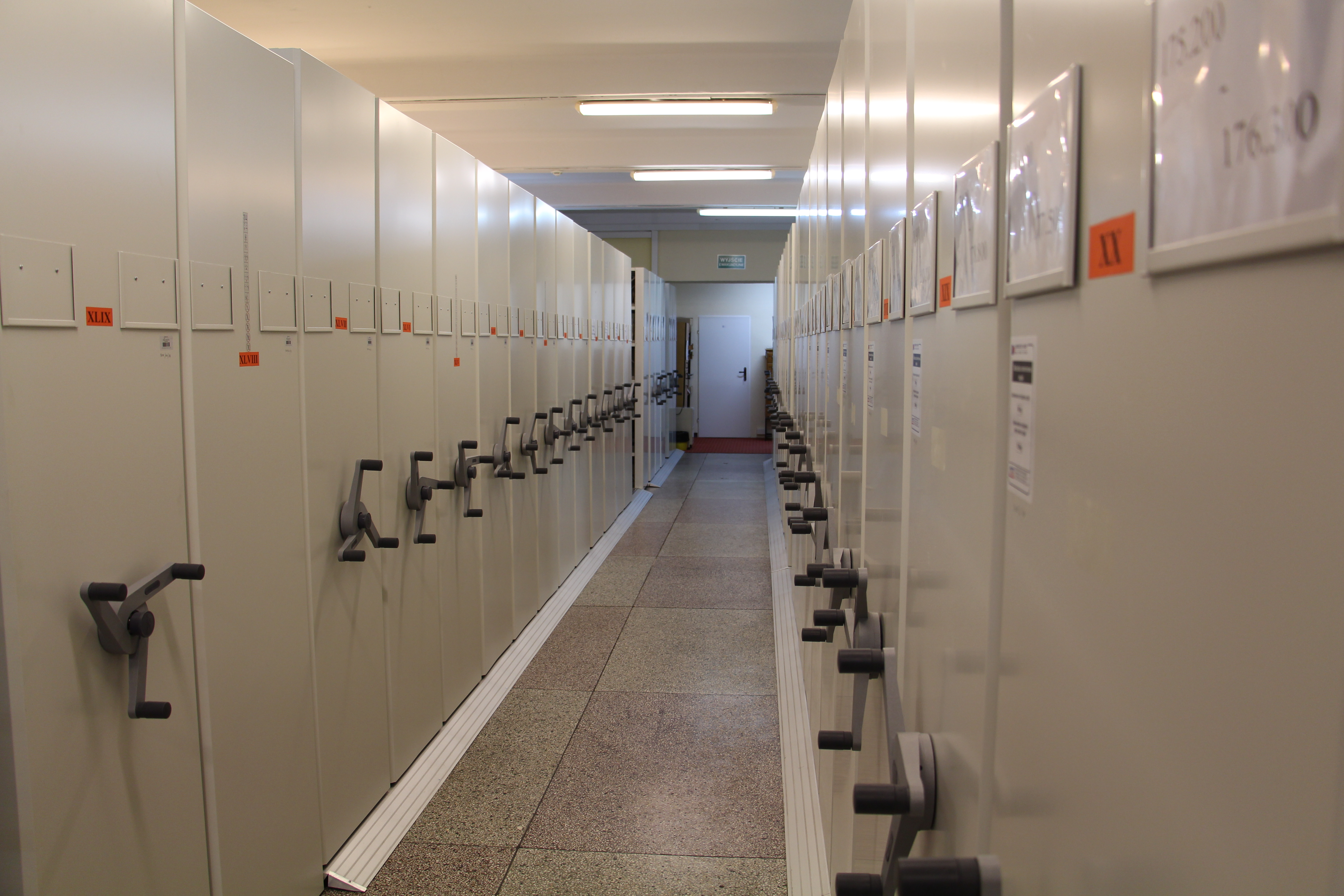
Regały kompaktowe w jednym z magazynów Archiwum UMK.

Jednostka gromadzi, ewidencjonuje, opracowuje, przechowuje, zabezpiecza i udostępnia materiały archiwalne wytworzone przez toruńską alma mater. Ze względu na naukowy status i wynikający z niego obowiązek tworzenia warsztatu dla badań naukowych, archiwum gromadzi również spuścizny po wybitnych członkach społeczności uniwersyteckiej, a także: materiały instytucji i stowarzyszeń działających przy UMK, dokumentację nieaktową (fotografie, nagrania, filmy) i specjalną, w skład której wchodzą m.in. wycinki prasowe i materiały ulotne (plakaty, afisze, zaproszenia).
Archiwum UMK przechowuje:
- dokumentację wytworzoną lub zgromadzoną przez jednostki organizacyjne i władze Uniwersytetu (akta wydziałowe, jednostek, organizacji i instytucji uniwersyteckich),
- wszelkiego typu materiały źródłowe dotyczące historii Uniwersytetu zgromadzone lub powstałe z inicjatywy pracowników Archiwum UMK (m.in. źródła wywoływane),
- materiały archiwalne dotyczące działalności organizacji i stowarzyszeń działających w Uniwersytecie oraz osób fizycznych z nim związanych (spuścizny i depozyty).

Łącznie w końcu 2024 roku zasób liczył 5.718,145  mb. akt.

## Zadania
Działalność archiwalna:

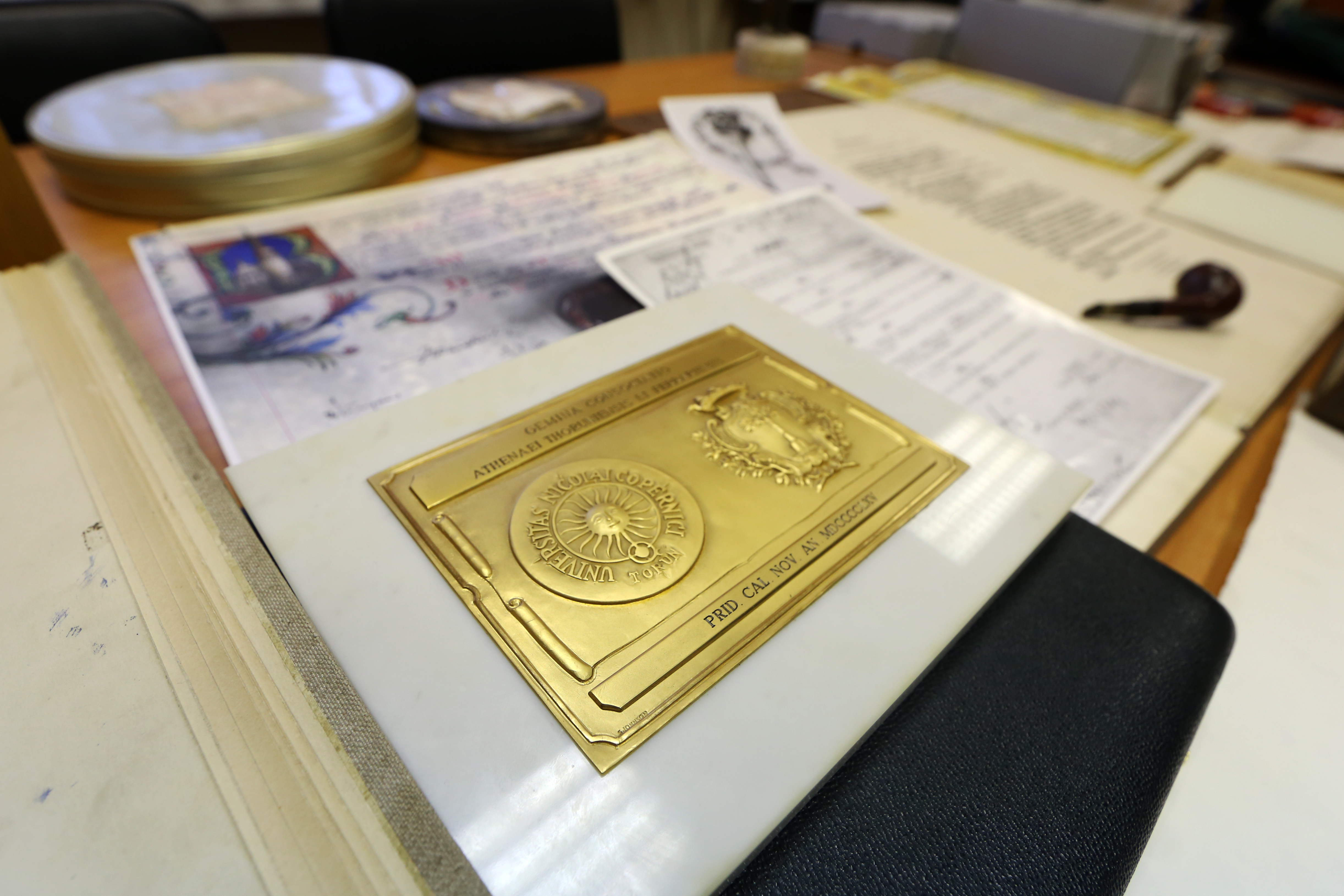
Cymelia przechowywane w Archiwum UMK

- kształtowanie narastającego zasobu w UMK,
- przejmowanie dokumentacji,
- przechowywanie i zabezpieczanie,
- ewidencjonowanie,
- porządkowanie,
- brakowanie,
- udostępnianie.

Działalność naukowo-dydaktyczna:

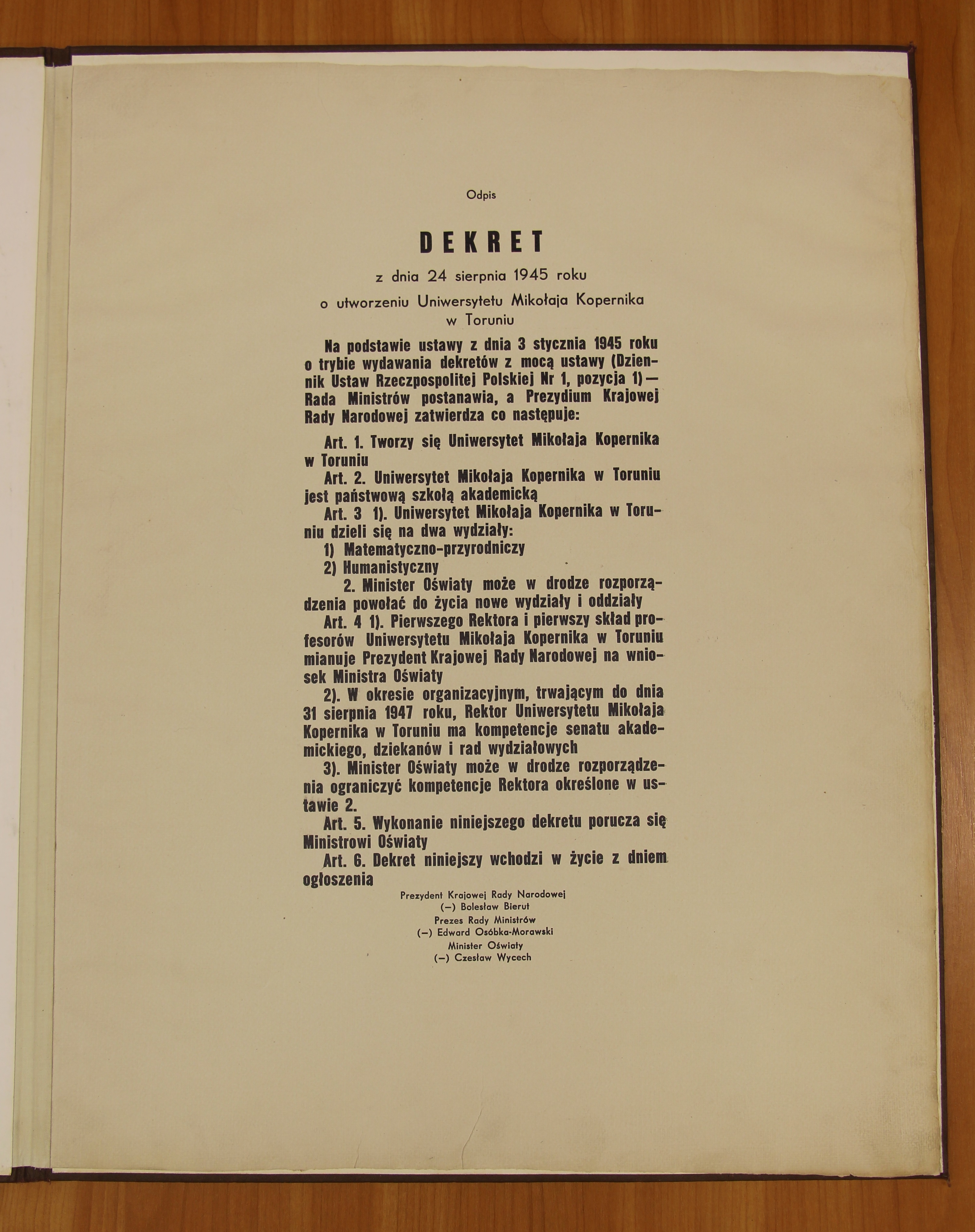
Odpis dekretu o utworzeniu Uniwersytetu Mikołaja Kopernika, ze zbiorów Archiwum UMK

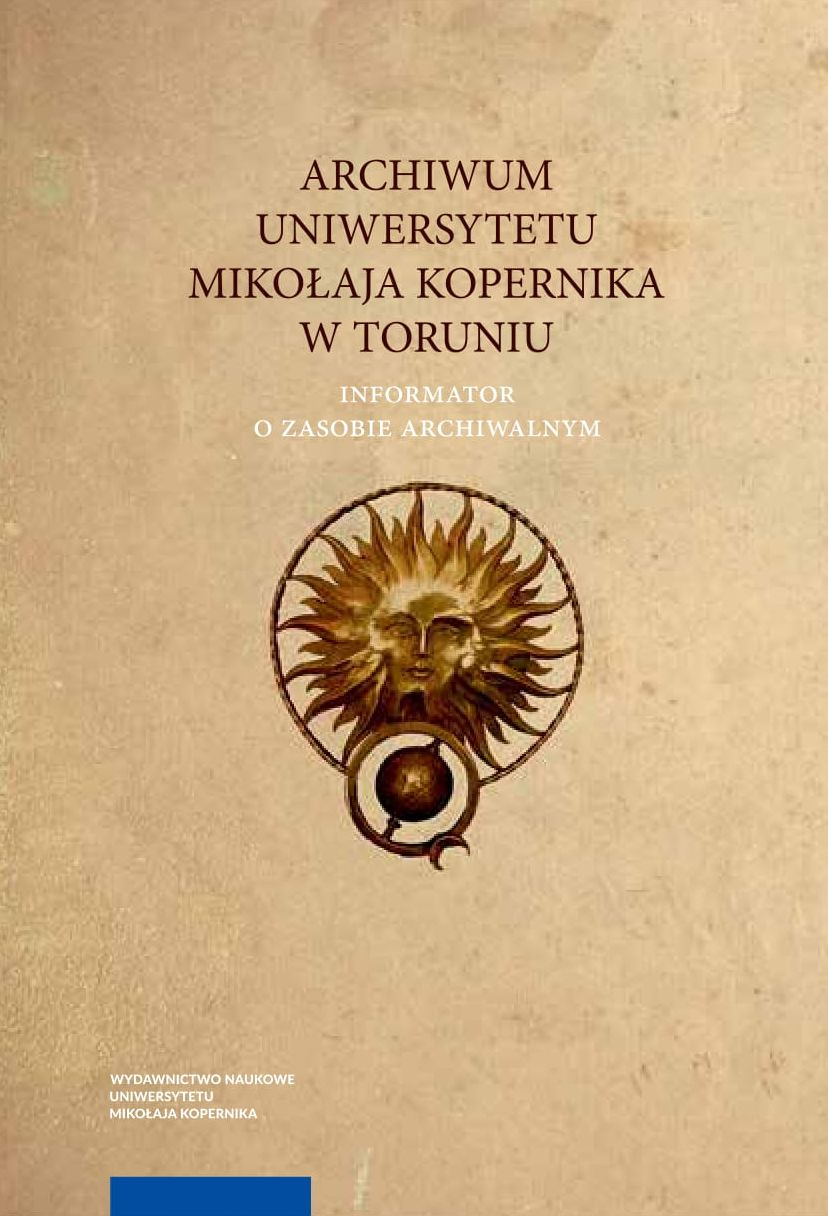
Archiwum Uniwersytetu Mikołaja Kopernika w Toruniu: informator o zasobie archiwalnym (stan na 31 grudnia 2017), Toruń 2018

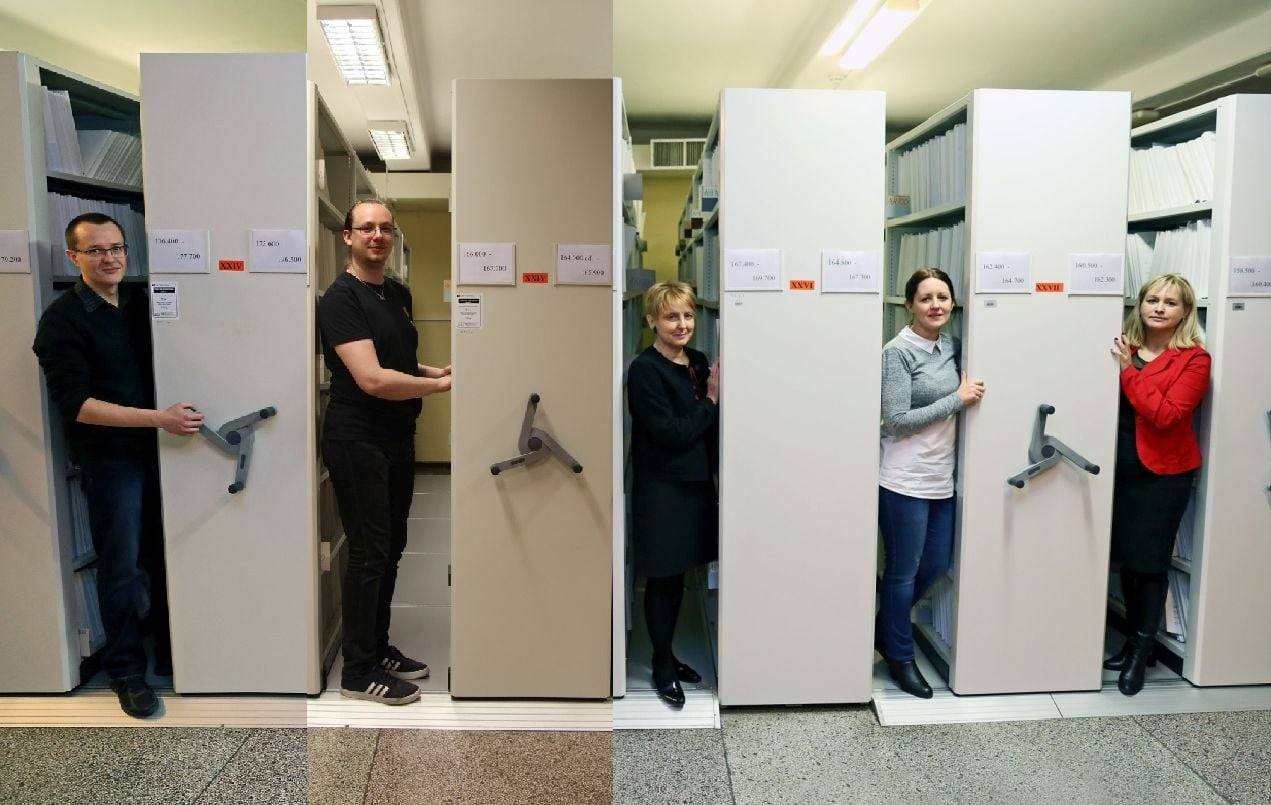
Pracownicy Archiwum UMK, 2021 r., fot. Andrzej Romański/Weronika Krajniak

- prowadzenie prac z zakresu historii nauki w Toruniu i Wilnie, dziejów UMK i Uniwersytetu Stefana Batorego (USB),
- prowadzenie praktyk archiwalnych,
- opracowanie i redagowanie wydawnictw dotyczących dziejów UMK oraz organizacji i osób związanych z uczelnią.

Działalność informacyjna:
- organizowanie wystaw i prezentacji,
- promocja zasobu w mediach regionalnych i Internecie,
- zbieranie i gromadzenie informacji o źródłach do dziejów UMK, pracowników i absolwentów.

Działalność dokumentacyjna:
- gromadzenie wycinków prasowych,
- wywoływanie źródeł m.in. wywiady z pracownikami UMK, nagrywanie wspomnień[6].

## Komputeryzacja
Na przełomie lat 80. i 90. XX w. Archiwum UMK powzięło zamiar komputeryzacji swojego zasobu. Pierwsza baza danych „ABSOLWENT” powstała około 2000 roku. Obecnie jednostka dysponuje następującymi pomocami elektronicznymi:
- Absolwent/Archiwum danych spoza USOS – baza gromadzi informacje o absolwentach UMK (pracach magisterskich, promotorach, recenzentach itp.),
- Album –  baza obejmuje zbiór fotografii dotyczących różnych aspektów dziejów toruńskiej almae matris (od 1946),
- Archiwum Prac Dyplomowych (APDweb) – katalog prac dyplomowych obronionych na UMK (od 2005),
- Biogramy (Pracownicy nauki) – baza gromadzi informacje o pracownikach naukowo-dydaktycznych UMK (od 1945),
- Doktoraty – baza gromadzi informacje o osobach, które od roku 1946 obroniły na UMK doktoraty (tematach prac, promotorach, recenzentach itp.),
- Habilitacje – baza gromadzi informacje o osobach, które od roku 1946 na UMK przeprowadziły przewody habilitacyjne (tematach prac, recenzentach itp.),
- Nagrania (baza w opracowaniu) – baza obejmuje zbiór nagrań audio dotyczących dziejów UMK, pracowników i studentów, wydarzeń, uroczystości i jubileuszy (od roku 1965),
- Nekrologi – baza gromadzi informacje o pracownikach UMK zmarłych od roku 1945,
- Pracownicy zwolnieni – baza zawiera informacje o zwolnionych pracowników UMK (od 2007),
- Użytkownik – baza zawiera informacje o użytkownikach AUMK (od 2012),
- Video (dawniej: Filmy) – baza gromadzi dokumentację filmową od roku 1960 dotyczącą dziejów UMK, pracowników, studentów, wydarzeń i uroczystości,

- Kalendarium Archiwum UMK 1948-2024,
- Kalendarium UMK za lata 1945-2024[7].

Podręczna biblioteka archiwum została uporządkowana. Wszystkie książki skatalogowano w systemie Horizon i udostępniono w komputerowym katalogu Biblioteki Uniwersyteckiej UMK.

## Kierownicy
- 1948-1951 – prof. Bronisław Włodarski
- 1951-1955 – doc. dr Leonid Żytkowicz
- 1955-1965 – dr Józef Mossakowski
- 1966-1976 – doc. Irena Janosz Biskupowa
- 1976-2010 – dr Henryka Duczkowska-Moraczewska
- 1 I-30 IX 2011 – prof. dr hab. Janusz Tandecki (p.o. kierownika)
- 1 X 2011-27 IV 2020 – dr hab. Anna Supruniuk[9].

## Dyrektorzy
- od 28 IV 2020 – dr hab. Anna Supruniuk[9].